# انواملين
انواملين منطقة تابعة لمقاطعة كيفة بولاية لعصابة في الوسط الجنوبي من موريتانيا، تبعد عن عاصمة الولاية (60) كم، في الناحية الشمالية، وهي وحدة إدارية محلية، يقدر عدد سكانها ب (7000) آلاف نسمة، موزعين علي ما يقارب (30) حاضرة.

## نشأتها
يعود تاريخها إلي عصور قديمة، تقطنها مجموعات قبلية مهمة في المنطقة، مثل قبيلة مسومة، وقبيلة أهل سيدي محمود، وتجكانت، ودبوسات، وغيرها من قبائل المطقة، وتدل علي ذلك الآثار التي تزخر بها تلك المنطقة، والحواضر العريقة مثل حاضرة أبي النعمان، جنوب انواملين التي دامت أكثر من نصف قرن حيث يوجد بها مدافن مشاهير الأولياء، والعلماء، والمشايخ، والمكرونات، التي يوجد بها قبر الولي الصالح (عيسي بوب، الأمسمي) وحاسي الطلحاية، وكذلك المكتشفات الحديثة في جبل انواملين، وقصر السلام، والغرد، وغيره.
وهي منطقة رعوية وزراعية مهة في اقتصاد المنطقة توجد بها سدود كبيرة ذات تاريخ، وتحتضن جبل أنواملين المشهور في الموروث الشعبي في تلك المنطقة، بالقصة التي تروي عن الشيخ العلامة (لمرابط سيدي محمود) أنه دخل في جدال مع طلبته حول دنو وفت المغرب مؤكدا لهم أن الوقت لم يحن بعد وليثبت لهم صحة ما قال أمر جبل انواملين إن ينزاح قليلا فأمتثل الجبل لأمره، حسب الروايات الشعبية المحلية.
أول قبيلة سكنت منطقة أنواملين ونشرت العلم هي قبيلة لقلال لأن الولي الطالب مصطف القلاوي هو مؤسس قصر السلام في أنواملين «لعصابة»
قبل أن تتكون قبيلة أهل سيدي محمود في هذه المنطقة وقبل أن تصل قبيلة تجكانت من «أتنيكي» إلى لعصابة توفي حوالي سنة 1139 هــ
ومن أشهر من تخرج على يديه:
- امرابط سيدي محمود الحاجي
- الشيخ سيد الأمين بن الحبيب الجكني
- الشيخ سيد المختار الكنتي
- محمد بوكسه العلوي
- الطالب مختار البوصادي
- أحمد المقري العلوي
- بيساق بن أحمد
- أحمد طالب امبارك بن المختار
- أحمد معيوف بن المختار
- محمد عبد الرحمن بن برهون
- أحمد بن خـيّار
- صايم الشمس
- محمد شاو
- موكي بن محيي....

نقلا عن موريتانيا عبر العصور للأستاذ إسلم ولد محمد الهادي

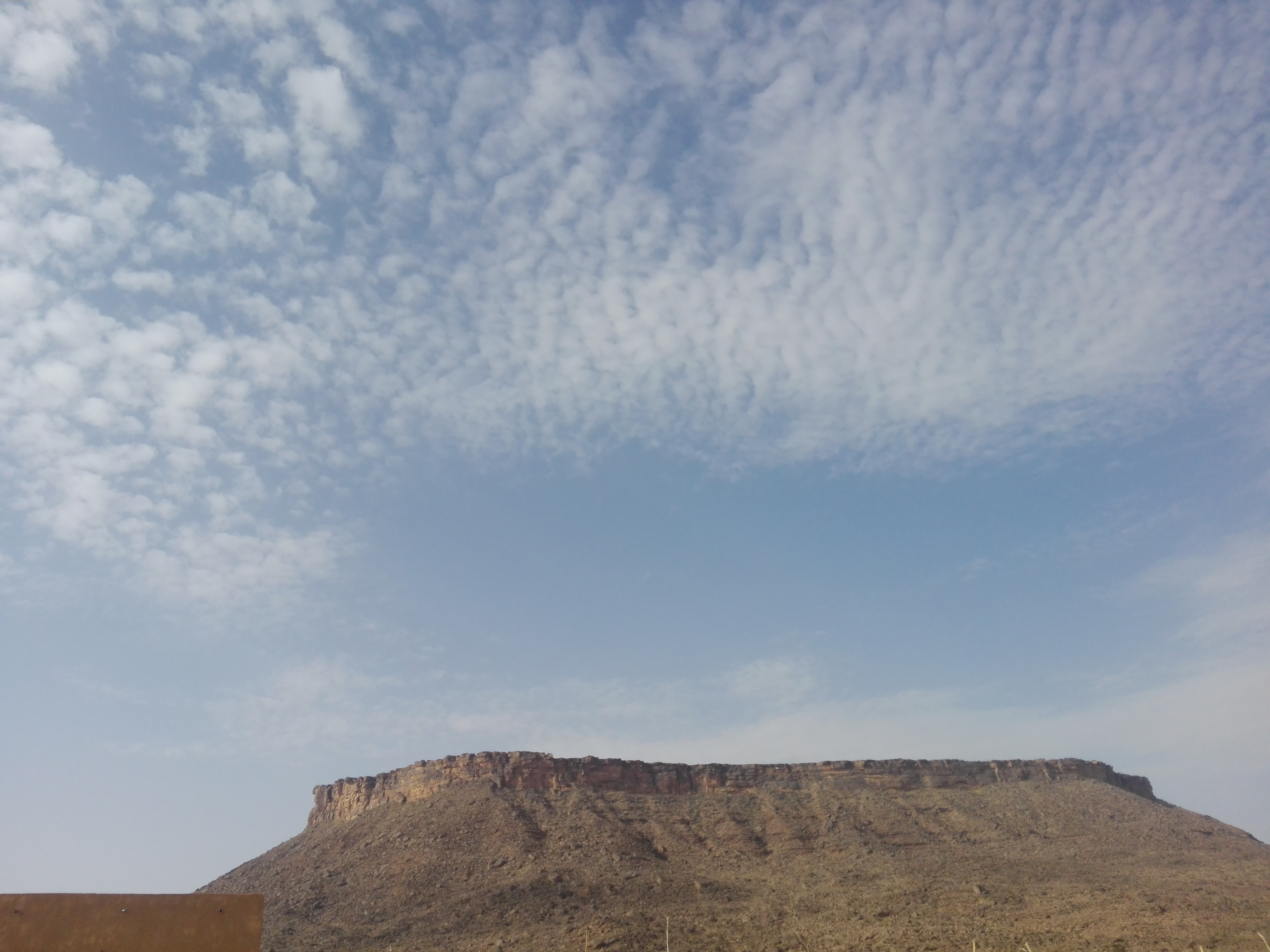
جبل انواملين التاريخي

## حواضر انواملين
يتوزع سكان بلدية انواملين علي قرابة (30) حاضرة، ومايرعرف محليا (بآدْوابَه) وبعض التجمعات المؤقتة بموسم الخريف، وتمثل بلدية انواملين في القانون البلدي المعمول به الآن ب (15) مقعد بلدي، وعددالمسجلين في آخر انتخابات بلدية 2006م، (2796) شخصن، موزعين علي الحواضر التالية: انواملين،التسان، اتويمرات،
لحفيره، ميلميل، اقليك اتفاقات، وغرد أهل عيسي بوب، وصفا انجاي، حاسي مريم، وقطع لكلي، باب
السلام، القنزارة، رق الديك، آشويف، أمسيل لرظه، أقليك الصبار، أتويجيله، بوعش، أجَّل، وقرية أحميدي، وغيرها من التجمعات في النمطقة.